# Sihu
Le sihu (chinois : 四胡 ; pinyin : sìhú, mongol : ᠬᠤᠭᠤᠴᠢᠷ Хуучир khuuchir (huqin)), est un instrument de musique à quatre cordes et à archet. D'origine mongole, il est utilisé dans la musique chinoise. Il appartient à la famille du huqin.